# Llengües canaanites
Les llengües canaanites constitueixen una subfamília del grup semític nord-occidental, una de les més documentades per les inscripcions de la Bíblia, els escrits del judaisme i troballes arqueològiques. Es diferencien d'altres idiomes del grup per la presència de l'article en forma de prefix h- i un canvi vocàlic de [a] a [o] en els inicis de l'evolució històrica d'aquestes llengües, entre altres trets.
Les llengües d'aquest grup són l'ammonita, el moabita, l'edomita, el fenici i l'hebreu, essent aquest darrer l'únic que no s'ha extingit. Estan documentades des del 2000 aC, si bé només a partir del segle xviii es va procedir a una arqueologia i reconstrucció filològica fiables, a partir de testimonis parcials.

## Classificació
- Fenici — extingit
  - Púnic — extingit
- Ammonita — extingit
- Moabita — extingit
- Edomita — extingit
- Hebreu
  - Hebreu bíblic — llengua de la lectura de la Torà, revifada en l'hebreu modern
    - Hebreu tiberià — llengua litúrgica

  - Hebreu mixnaic — llengua de la lectura del Talmud i d'altres textos rabínics
  - Hebreu medieval
  - Hebreu mizrahí — parlat a Israel, Iemen, Iraq i a la diàspora
  - Hebreu teimani — llengua dels jueus iemenites
  - Hebreu sefardí — base de la pronúncia normativa estàndard de l'hebreu modern
  - Hebreu asquenazita — pervivent en la llengua moderna
  - Hebreu samarità — parlat a Holon, Tel-Aviv i Nablus
  - Hebreu modern — llengua oficial de l'estat d'Israel